# Parpadeo (Doctor Who)
Parpadeo es el décimo episodio de la tercera temporada moderna de la serie británica de ciencia ficción Doctor Who. Se emitió originalmente el 9 de junio de 2007 en BBC One. La dirección del episodio corrió a cargo de Hettie MacDonald y es el único episodio de la temporada de 2007 escrito por Steven Moffat. Está basado en un relato corto anterior de Moffat que escribió para el Doctor Who Annual de 2006 titulado "Lo que hice en mis vacaciones de Navidad" por Sally Sparrow.
En el episodio, el Décimo Doctor, interpretado por David Tennant, y su acompañante Martha Jones (Freema Agyeman) se ven atrapados en el pasado, e intentan avisar a una joven, Sally Sparrow (Carey Mulligan) para que evite que los ángeles llorosos se hagan con el control de la TARDIS. Para resolver el caso, Sparrow, junto con el hermano de su mejor amiga, Larry Nightingale (Finlay Robertson), deben hacer la conexión entre diecisiete DVD diferentes, cada uno de los cuales contiene el mismo y críptico huevo de Pascua.
Como el Doctor y su acompañante aparecen muy poco en pantalla, ya que estaban rodando otro episodio simultáneamente, Parpadeo es clasificado como uno de los episodios "ligeros" del Doctor. Las escenas en Wester Drumlins se rodaron en realidad en una casa abandonada en Newport, Gwent. Para crear a los ángeles, dos actrices llevaban maquillaje y prótesis. El episodio tuvo una audiencia de 6,62 millones de espectadores en el Reino Unido y recibió abrumadoras críticas positivas. Moffat ganó el premio BAFTA al mejor escritor, y el premio Hugo a la mejor presentación dramática de formato corto. Por esta única aparición en la serie, Carey Mulligan ganó el Premio Constellation a la mejor interpretación femenina en un episodio televisivo de ciencia ficción. En 2009, los lectores de Doctor Who Magazine votaron este episodio como la segunda mejor historia de Doctor Who de todos los tiempos.

## Argumento

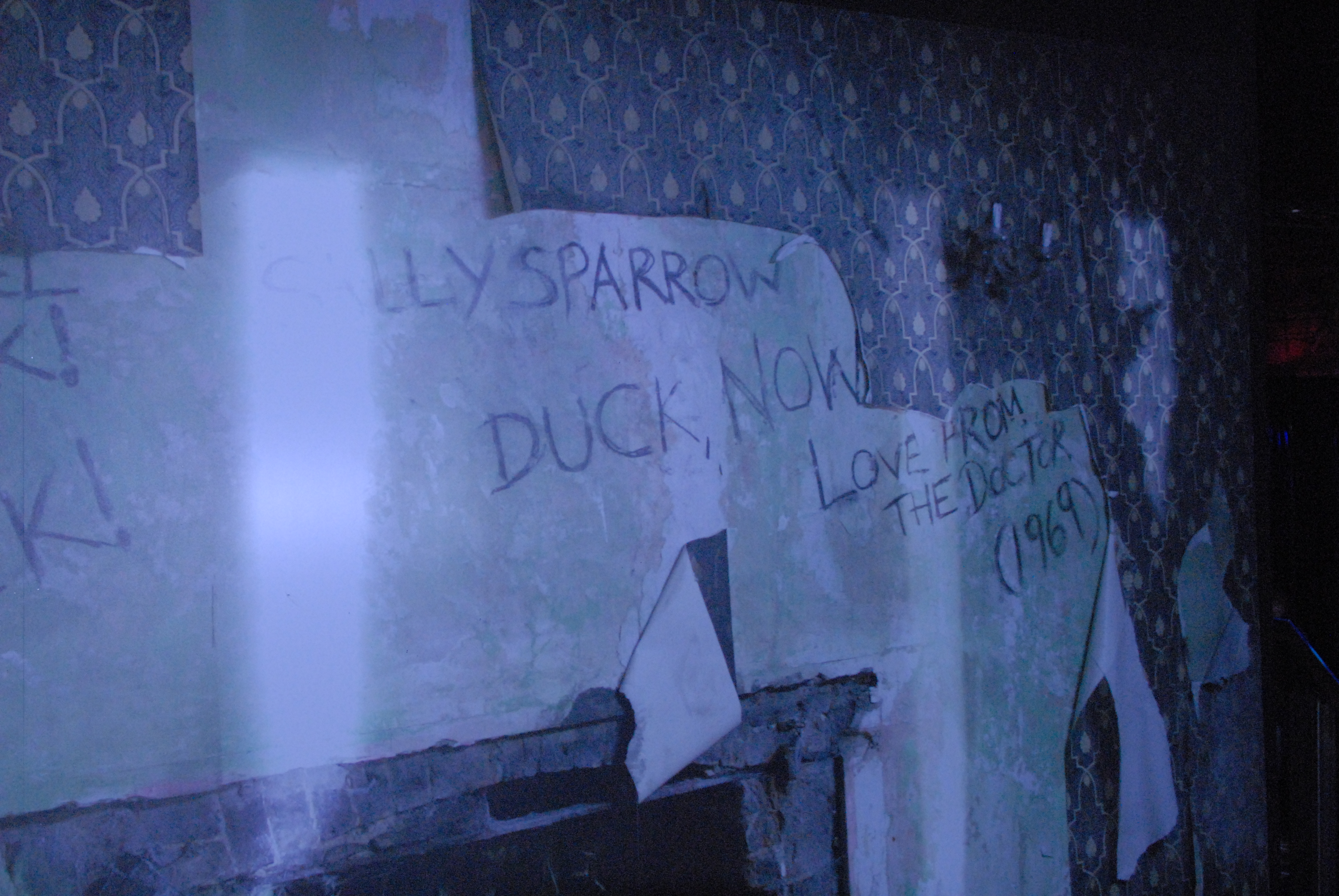
Episodio "Blink" Doctor Who

En 2007, Sally Sparrow (Carey Mulligan) entra en una casa abandonada, Wester Drumlins, para buscar temas que fotografiar, pero en su lugar encuentra unas siniestras estatuas con formas de ángeles y mensajes del Doctor (David Tennant) detrás del papel pintado que están dirigidos a ella, avisándole de los "ángeles llorosos". Sally vuelve al día siguiente con su amiga Kathy Nightingale (Lucy Gaskell) para explorar más; Kathy desaparece al mismo que tiempo que llega un joven ,diciendo que es el nieto de Kathy para entregarle a Sally una carta de Kathy que explica, solo hace unos momentos desde la perspectiva de Sally, que Kathy de repente se encontró en 1920 en Hull. Allí se asentó con un marido y llevó una vida apacible, y en la carta, le pide a Sally que le haga saber a su pariente más cercano, su hermano Larry, de su desaparición. Sally encuentra una llave colgando de la mano de una de las estatuas y se la lleva antes de marcharse.
Sally visita a Larry (Finlay Robertson), que trabaja en un videoclub, y descubre que ha estado investigando sobre un "huevo de Pascua" diseminado por diecisiete DVD sin relación entre sí, con un hombre que se identifica como "el Doctor" y que tiene la mitad de una conversación con el espectador. Larry le da a Sally una lista de los DVD cuando se marcha a la comisaría de policía. Allí conoce al inspector Billy Shipton (Michael Obiora), que le explica que ha habido varias desapariciones en Drumlins, y le muestra un almacén de artículos confiscados que contiene vehículos abandonados cerca de Drumlins, incluyendo una cabina de policía falsa. Sally se marcha, pero recuerda la llave que encontró, y regresa para descubrir que Billy y la cabina han desaparecido. Inmediatamente recibe una llamada de un Billy mucho más anciano (Louis Mahoney) en el hospital y va a visitarle. Billy le explica que después de que ella se fue del almacén, él descubrió a los ángeles intentando llevarse la cabina. Billy entonces se encontró de repente en 1969 y conoció al Doctor (y a Martha), que le pidió que le mandara a Sally un mensaje décadas más tarde. Billy se casó y fundó una empresa de montaje de video, y fue el responsable de insertar el huevo de Pascua en los DVD. Billy le dice a Sally el mensaje del Doctor: debe mirar la lista. Sally se da cuenta de que la lista es su propia colección de DVD y que el huevo de Pascua está dirigido a ella; ella promete regresar para contarle a Billy lo ocurrido, pero él le dice que El Doctor le informó que esa sería la última vez que iban a hablar, ya que moriría justo después de que terminara de llover. Después de la muerte de Billy, Sally llama a Larry para informarle sobre su relación con los huevos de Pascua y que deben encontrarse en Drumlins.
Sally y Larry regresan a Drumlins con un reproductor de DVD portátil y ven el huevo de Pascua completo. Sally descubre que puede "conversar" con el Doctor, ya que en el pasado él posee una copia completa de la transcripción de ese momento, la que Larry está escribiendo, ya que el poseerá una copia en el futuro. El Doctor explica que Martha Jones y él fueron transportados al pasado por los ángeles llorosos, que son unas criaturas que se alimentan de la energía temporal potencial de otros. Los ángeles están "encerrados cuánticamente", lo que les permite moverse increíblemente rápido cuando nadie les ve, pero en el momento en que alguien les mira, literalmente se transforman en piedra. Se cubren los ojos para evitar verse unos a otros, dándoles su apariencia "llorosa". Avisa a Sally de que no aparte la mirada y ni siquiera parpadee. El Doctor le dice que ellos están buscando su TARDIS, la cabina de policía falsa, para hacerse con su poder potencial, lo que podría tener resultados catastróficos. Cuando el Doctor llega al final de su transcripción, Sally se da cuenta de que Larry ha dejado de escribir, pero que tampoco está mirando al ángel en la habitación; ambos se giran para mirarlo y descubren que su imagen ha mutado a una cara horrible. Los dos escapan rápidamente hasta el sótano, donde descubren que los ángeles han llevado la TARDIS, y Sally y Larry se refugian dentro de ella (gracias a la llave que Sally se llevó la segunda vez que fue a Drumlins) cuando los ángeles la rodean. Dentro, un holograma del Doctor les informa que la TARDIS ha detectado un disco de control, el DVD que acaban de ver, que se puede activar para un viaje. Al insertarlo, la TARDIS se desmaterializa, dejándolos atrás. Sin embargo, con la TARDIS desaparecida, los ángeles han sido engañado para mirarse los unos a los otros, quedando congelados permanentemente como estatuas.
Un año más tarde, Sally y Larry han abierto juntos una tienda de libros y DVD, aunque la insistencia de Sally de seguir investigando el asunto del Doctor preocupa a Larry. Este desea una relación romántica, pero Sally le insiste que solo les relaciona "una tienda". Mientras Larry sale para dar una vuelta, Sally ve de repente al Doctor y a Martha saliendo con prisa de un taxi en frente de la tienda, con un arco y unas flechas, y sale a su encuentro. Cuando no la reconocen, se da cuenta de que aún no han vivido los eventos que le enviaron al pasado, y les da su carpeta con los datos, avisándole al Doctor que lo necesitaría en su futuro, completando así la paradoja ontológica. El Doctor y Sally se despiden justo cuando llega Larry, sorprendido de ver al hombre del huevo de Pascua. Sally y Larry vuelven a la tienda cogidos de la mano, dando a entender que ella ya está lista para iniciar una relación. El episodio termina con una repetición del Doctor avisando a Sally, esta vez rompiendo la cuarta pared dirigiéndose al espectador, sobreimpresionada la imagen con estatuas famosas de bronce y piedra dando a entender que cada estatua del mundo era un ángel lloroso.

## Producción

### Escritura
| «Seguro que recuerdas que asustarse de la oscuridad y de los monstruos es básicamente un impulso infantil. Siempre hay algo de infantil en el terror... Los adultos nunca superan del todo sus terrores infantiles. Simplemente se mueven a otras zonas de nuestra cabeza. Doctor Who no es un programa infantil, sino algo diferente: un programa para niños. Y muchos, muchos adultos que lo ven y les gusta lo ven así: como algo a lo Harry Potter. —Steven Moffat sobre escribir ficción de terror para Doctor Who». |

El autor de Parpadeo es Steven Moffat. Parte del argumento está basado en un relato del propio Moffat para el Noveno Doctor que escribió para el Doctor Who Annual 2006 titulado "Lo que hice en mis vacaciones de Navidad" por Sally Sparrow. Este relato corto estaba presentado como un trabajo escolar de Sally, de 12 años, que encuentra pruebas de la presencia del Doctor en el pasado en la casa de su tía mientras está de visita. Incluye varios elementos que se reutilizan en Parpadeo, como mensajes bajo el papel pintado y la paradoja ontológica de una conversación entre Sally y el Doctor pregrabada en un VHS, basada en una transcripción del trabajo mismo. Sin embargo, en lugar de los ángeles, el relato habla del Doctor y la TARDIS que se han separado veinte años por un fallo técnico de la máquina del tiempo, y el Doctor logra darle instrucciones a Sally para que le envíe la máquina al pasado.
Moffat tuvo la idea de los ángeles llorosos cuando vio una estatua con forma de ángel en un cementerio durante unas vacaciones familiares, y había planeado usarlos en la siguiente temporada en los episodios que después fueron Silencio en la biblioteca y El bosque de los muertos. Sin embargo, cuando se retiró del trabajo del primer episodio de dos partes de la temporada, que después sería Daleks en Manhattan y La evolución de los Daleks, Moffat como compensación se ofreció a escribir el episodio ligero de la temporada y decidió usar a los ángeles llorosos en lo que después se convertiría en Parpadeo. Moffat se inspiró para escribir el episodio en el popular juego infantil de las estatuas, que siempre le había parecido "aterrador". Murray Gold, el compositor de la serie, después comparó a las criaturas con el movimiento fantasmagórico de los setos con forma de animales en la novela de terror de Stephen King de 1977 El resplandor.
Parpadeo es la tercera historia de la nueva serie que fue adaptada para televisión por el mismo autor a partir de un trabajo propio, después de Naturaleza humana y La familia de sangre, que Paul Cornell adaptó a partir de su novela de 1995 Naturaleza humana; y Dalek, que tomó el argumento básico y varias líneas de diálogo adaptadas por Robert Shearman de su propio audiodrama Jubilee. Parpadeo se clasifica como "episodio ligero" porque el Doctor y su acompañante tienen muy poco tiempo en pantalla. Esto permitía el rodaje de dos episodios simultáneamente, práctica que comenzó con el episodio de 2006 Amor y monstruos y continuaría con episodios como Gira a la izquierda, Medianoche, y La chica que esperó. Moffat dijo que, por la estructura de episodio ligero, se sintió relajado escribiendo el guion de Parpadeo. Por la apretada agenda de producción, Parpadeo solo tuvo una reunión de guiones.

### Rodaje

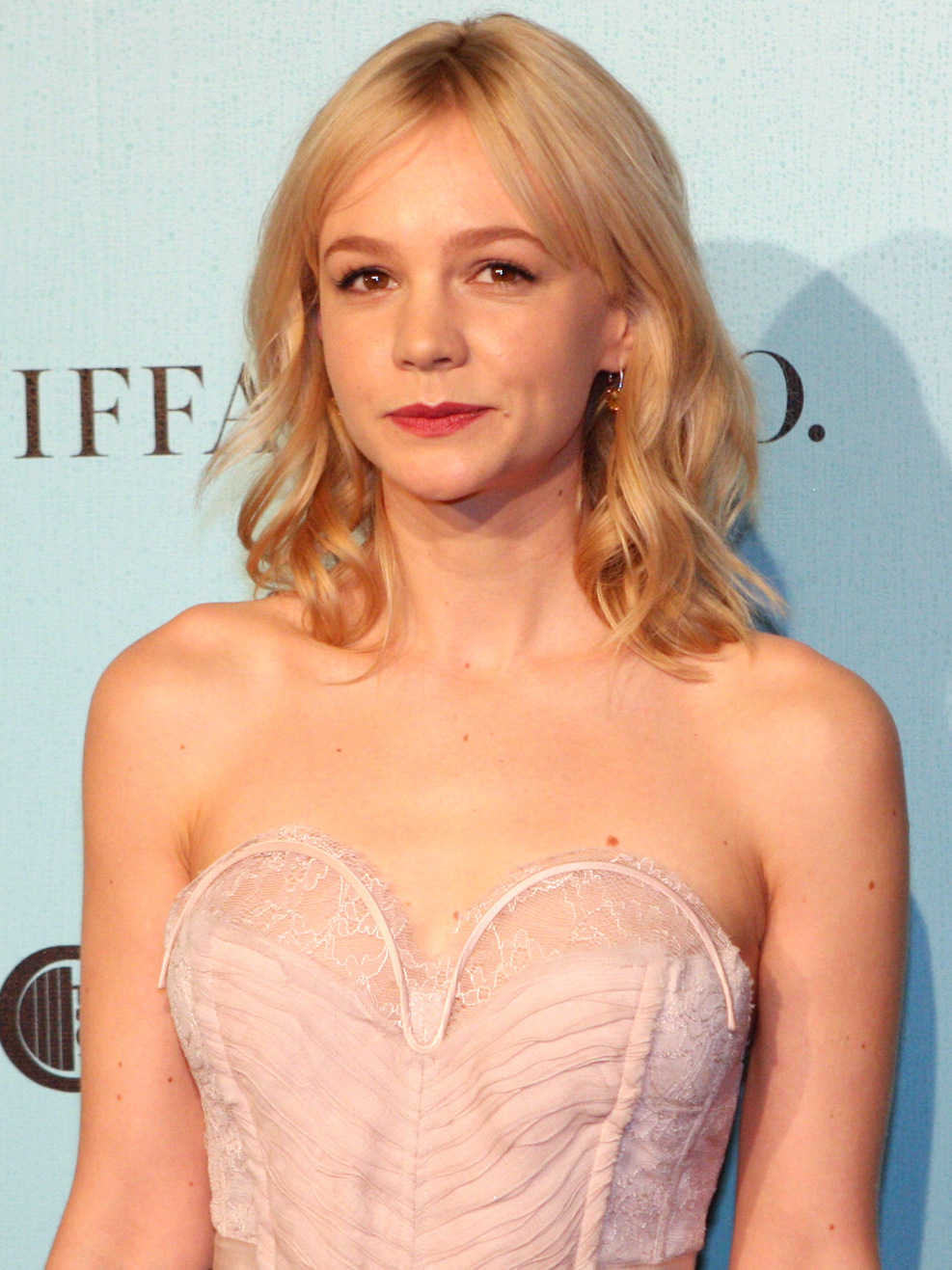
La actriz Carey Mulligan apareció en el episodio como Sally Sparrow.

Parpadeo fue dirigido por Hettie MacDonald, convirtiéndose en la primera mujer directora de un episodio de Doctor Who desde el serial del Sexto Doctor The Mark of the Rani. Russell T Davies, el productor ejecutivo de la serie, después señaló que, por el trabajo de MacDonald, el episodio incluía algunos de «las más hermosas [imágenes] que hemos tenido nunca». Para interpretar a Sally Sparrow se eligió a la actriz británica Carey Mulligan, que estaba entusiasmada de participar en la serie. Al principio le preocupó que Tennant tuviera tan poco tiempo en pantalla, pero después de la emisión del episodio se sintió muy contenta por el resultado final.
El rodaje de exteriores en el garaje de la comisaría de policía se hizo en la bahía de Cardiff el 21 de noviembre de 2006. y Fields House, situada en Newport, Shropshire sirvió para Wester Drumlins. La casa ya estaba abandonada y medio en ruinas cuando los miembros del rodaje llegaron. Moffat señaló que «hubo que decorar muy poco» para el rodaje, y calificó el sitio como «la casa más siniestra» que había visto nunca. El nombre lo tomó de una residencia anterior en la que vivió Moffat a finales de los noventa. Larry describe la residencia como «una casa de Scooby Doo», una referencia a las mansiones en ruinas que solía visitar la pandilla de Scooby-Doo. La BBC señala que 1969, el año al que Martha, el Doctor y Billy son enviados, es el primer año que se emitió Scooby-Doo, Where are You!.
Originalmente, los productores consideraron que Michael Obiora interpretara las versiones joven y anciana de Billy Shipton. Sin embargo, se decidió que Obiora con maquillaje parecería demasiado falso, así que se eligió a Louis Mahoney para interpretar la versión anciana. Al principio, Obiora interpreta el papel con acento londinense. Mahoney, sin embargo tenía un acento mucho más cerrado, y Obiora tuvo que refilmar su diálogo para que concordara. Billy menciona que las ventanas de la TARDIS son demasiado pequeñas para una cabina de policía auténtica. En 2004, cuando se revelaron las primeras fotografías de la nueva TARDIS, hubo una acalorada discusión en Outpost Gallifrey sobre las dimensiones de la cabina, y que Moffat incluyó esa línea a posta específicamente para hacer reír a los miembros de ese foro, diciendo que era solo para ellos y que nadie más se daría cuenta.

### Efectos
Moffat bromeaba sobre que «desde que era niño, he estado pensando en monstruos de Doctor Who, y ahora que los hago le cuesta al departamento artístico [...] un montón de dinero». Para crear la estructura rígida de los vestidos de los ángeles, el supervisor de prótesis Rob Mayor los fabricó en resina de fibra de vidrio que después pintó. Aunque nunca se movían en pantalla, todos los ángeles llorosos estaban interpretados por las actrices Aga Blonska y Elen Thomas llevando maquillaje y prótesis. Las actrices llevaban dos máscaras distintas: una que era más dócil, y la otra con la boca abierta mostrando colmillos. Blonska dijo que «estoy medio pintada y medio pegada al vestuario, pero es bastante cómodo». Aunque las actrices «temblequeaban» un poco cuando se quedaban quietas, los productores usaron efectos digitales para, en esencia, congelar a los ángeles en pantalla. Moffat estuvo muy contento con los resultados, calificándolos de «fantásticos». Mulligan dijo después que los efectos eran «muy buenos» y «realmente siniestros».
Para crear el efecto de los ángeles bamboleando la TARDIS, Mulligan y Robertson se lanzaron por todo el decorado de la nave. El operador de cámara entonces movía la cámara en la dirección contraria a la que seguían Mulligan y Robertson. La escena en la que el Doctor habla con Sally a través de un DVD se creó escribiendo la conversación, quitando las líneas de Sally, y después haciendo que David Tennant filmara sus líneas. Así Moffat pensó que esta filmación parecería más «auténtica». Moffat inicialmente colocó diálogo en el guion para la escena en la que el Doctor le dice a TARDIS que puede oírla en la tienda de DVD, porque sabía que las líneas que aparecerían tendrían «un doble papel más tarde» y serían auténticas y frescas las dos veces. Gold llamó a las secuencias «el corazón del puzzle chino».

## Emisión y recepción
Parpadeo se emitió originalmente en Reino Unido en BBC One el 9 de junio de 2007. Las audiencias nocturnas mostraban que lo vieron 6,1 millones de espectadores, cifra que aumentó a 6,62 millones una vez que se contabilizaron las audiencias. Así fue la séptima emisión más vista de la semana en BBC One y fue el episodio menos visto de la tercera temporada de Doctor Who. Recibió un índice de apreciación de 87, considerado "excelente".
El 23 de julio de 2007 se publicó en DVD Parpadeo junto con los episodios Naturaleza humana y La familia de sangre. Después se volvería a publicar en la compilación en DVD de la tercera temporada el 5 de noviembre de 2007.

### Recepción de la crítica y premios
Parpadeo ha sido alabado por los críticos. Stephen Brook de The Guardian lo llamó un «episodio maravillosamente siniestro» que «al final tenía sentido» a pesar de que «apenas aparecen el Doctor y Martha». David Bradley de SFX le dio a Parpadeo 5 estrellas sobre 5, diciendo que podría haber servido para cualquiera de los Doctores anteriores, y prediciendo que su «atemporalidad» le aseguraría que se «convertiría en uno de los mejores y más terroríficos e inteligentes episodios de Doctor Who». Travis Fickett de IGN le dio al episodio un 9,1 sobre 10, alabanda la forma en que la audiencia llegó a conocer a Sally Sparrow por un momento, así como la fuerza de la interpretación de Mulligan, aunque señaló que «todas las interpretaciones en este episodio son excepcionales». Concluyó que «es difícil creer que se haya logrado tanto en tan poco tiempo. Se contó la historia no de una, sino dos relaciones, con varias líneas de diálogo entrelazadas, y se creó un nuevo enemigo bastante aterrador sin que el Doctor se enfrentara siquiera cara a cara con ellos». Ross Ruedinger de Slant Magazine pensó que el episodio no solo era el mejor de Doctor Who, sino también un gran episodio de ciencia ficción y terror que podría sobrevivir de forma independiente. También alabó la introducción del concepto de los ángeles llororos, así como la «ternura de la historia y los personajes» que estaba «bastante revuelta teniendo en cuenta todo lo que pasa en esos 45 minutos». The Daily Telegraph nombró el episodio el décimo mejor del programa en 2008, señalando que, aunque el Doctor «aparece sólo en la periferia», eso "contribuye a la amenaza".
Muchos críticos consideran al episodio uno de los mejores de la época de David Tennant. Matt Wales de IGN lo nombró el sexto mejor episodio de este periodo, mientras Sam McPherson de TVOvermind lo listó como el segundo mejor episodio del Décimo Doctor. En 2011, antes de la emisión de la segunda parte de la sexta temporada, The Huffington Post nombró Parpadeo uno de los cinco episodios esenciales para ser visto por nuevos espectadores. Los ángeles llorosos también recibieron alabanzas de la crítica. En 2009, SFX mencionó el clímax con los ángeles llorosos avanzando hacia Sally y Larry el momento más terrorífico de la historia de Doctor Who, describiéndolo como «una aterradora combinación de concepto terrorífico y dirección perfecta». Los ángeles llorosos llegaron al número tres en el "Top Diez de Nuevos Monstruos Clásicos" de Neil Gaiman en Entertainment Weekly, mientras TV Squad los nombró los terceros personajes de televisión más aterradores. También fueron clasificados como los terceros mejores "malos" de Doctor Who por parte del Daily Telegraph, tras los autones y los Daleks. En 2009 SFX listó a los ángeles en su ranking de sus cosas favoritas del revival de Doctor Who, escribiendo "Los Monstruos. Más aterradores. De todos los tiempos."
El escritor Steven Moffat recibió un premio BAFTA y un BAFTA Cymru al mejor escritor por su trabajo en este episodio. También ganó el premio Hugo a la mejor presentación dramática en formato corto, y Carey Mulligan recibió el Constellation Award a la mejor interpretación femenina en un episodio televisivo de ciencia ficción de 2007. El episodio recibió una nominación al Nebula Award al mejor guion, pero lo perdió por El laberinto del fauno de Guillermo del Toro.

### Legado
Parpadeo también recibió el premio a la mejor historia en la encuesta de 2007 de Doctor Who Magazine. En la encuesta de 2009 de la misma revista para encontrar la mejor historia de Doctor Who de todos los tiempos, Parpadeo quedó en segundo lugar después de la historia final de Peter Davison, The Caves of Androzani. En una encuesta de 2007 de la BBC con votos de 2.000 lectores de la revista Doctor Who Adventures, los ángeles llorosos fueron votados los monstruos más terroríficos de 2007 con el 55% de los votos, con El Amo y los Daleks en segundo y tercer lugar con 15% y 4% de los votos respectivamente. En una encuesta de 2012 de Radio Times con más de diez mil participantes, los ángeles llorosos volvieron a ser votados el mejor monstruo de Doctor Who con el 49,4% de los votos. Al convertirse en el showrunner del programa, Moffat escribió El tiempo de los ángeles y Carne y piedra para la quinta temporada como una secuela más orientada a la acción, creyendo que los buenos monstruos deberían desenvolverse bien en un estilo diferente de historia. También volvieron en el episodio de la séptima temporada Los ángeles toman Manhattan, y han aparecido en Good as Gold, un miniepisodio escrito por niños para un concurso infantil del programa Blue Peter, y en la novela Touched by an Angel de Jonathan Morris.
Una línea del Doctor, "los ángeles tienen la cabina telefónica", la repite retóricamente Larry, diciendo que "La tengo en una camiseta". Como Moffat y Gold esperaban, esto provocó que salieran a la venta versiones comerciales de tal camiseta. Además, la línea "wibbley-wobbly timey-wimey" se usó para describir muchas de las complejas historias de viajes en el tiempo de Moffat como Matemos a Hitler y El Big Bang. También aparece en el primer episodio de la quinta temporada, En el último momento, cuando el Undécimo Doctor (Matt Smith) escanea la grieta en el dormitorio de la pequeña Amy Pond con su destornillador sónico. BBC creó una serie de cuatro especiales previos a la séptima temporada de Doctor Who, uno de los cuales se titulaba The Timey-Wimey Stuff on Doctor Who.
La banda británica Chameleon Circuit escribió una canción original sobre el episodio que también tituló Blink y la publicó en su álbum debut epónimo.